# 米亞斯尼科萬區

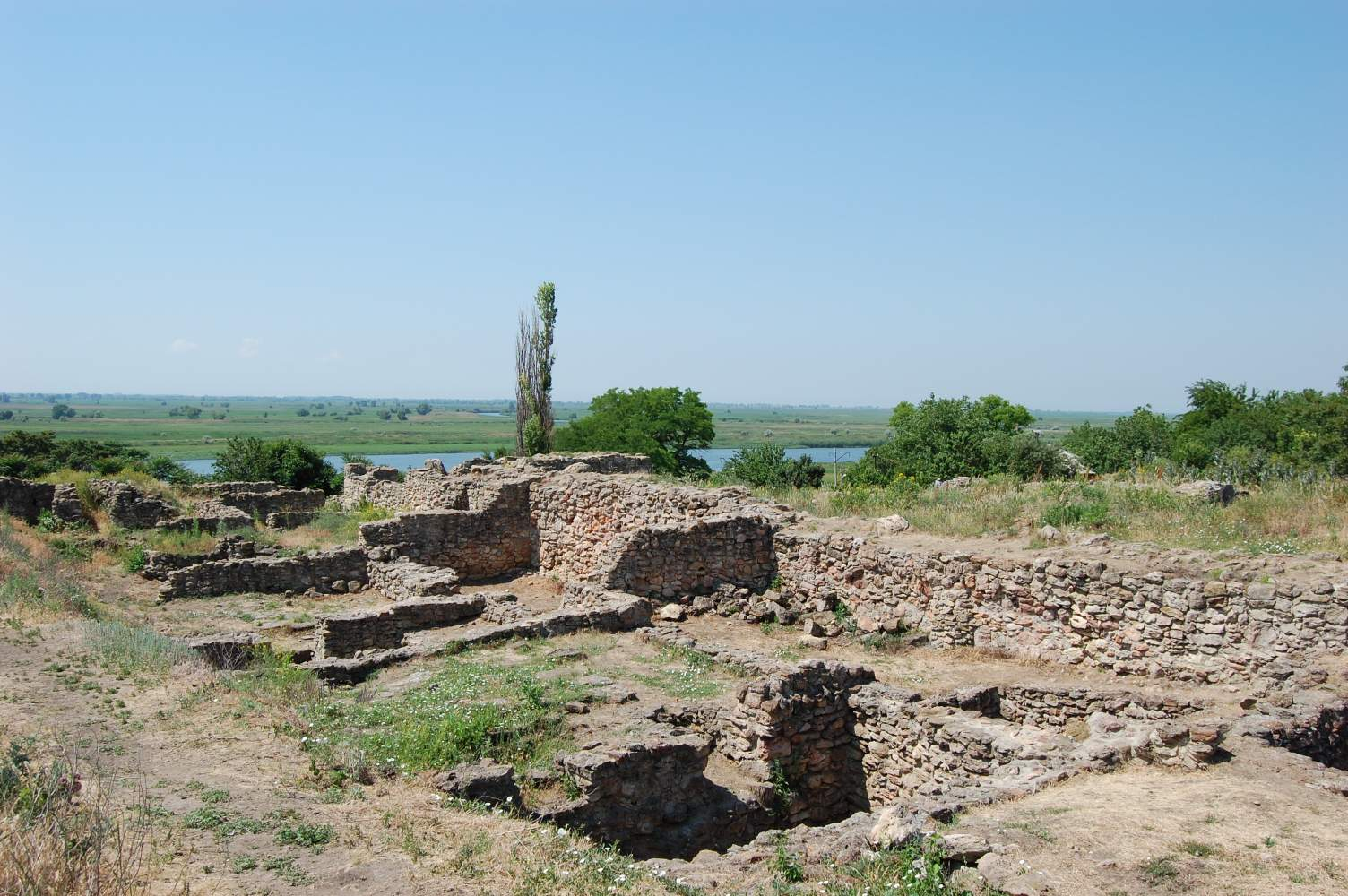
位于米亚斯尼科万区的塔纳伊斯遗址

47°17′N 39°30′E / 47.283°N 39.500°E
米亞斯尼科萬區（俄语：Мясниковский район），是俄羅斯的一個區，位於該國西南部，由羅斯托夫州負責管轄，面積880平方公里，2010年人口39,631，人口密度每平方公里45.04人。该区是亚美尼亚人的聚居地，主要为顿河亚美尼亚人，占该区人口的56.1%。该区的区名的由来是为了纪念亚美尼亚族的布尔什维克革命家亚历山大·米亚斯尼基扬。